# Ojimi Gabriel Obatola
Ojimi Gabriel Obatola (* 24. Oktober 1987 in Lagos), auch O. J. Obatola genannt, ist ein ehemaliger nigerianischer Fußballspieler.

## Karriere
Ojimi Gabriel Obatola stand von 2005 bis 2010 beim Gombe United FC im nigerianischen Gombe unter Vertrag. Der Verein spielte in der ersten Liga des Landes, der Nigeria Professional Football League. Von Mitte 2008 bis Mitte 2010 spielte er in den Vereinigten Staaten bei den Portland Timbers. Mitte 2010 kehrte er zu seinem ehemaligen Verein Gombe United zurück. 2011 wechselte er nach Asien. Hier schoss er sich in Thailand dem Pattaya United FC an. Der Verein aus dem Seebad Pattaya spielte in der ersten Liga des Landes, der Thai Premier League. Die Saison 2013 stand er in Indien beim Salgaocar Sports Club unter Vertrag. Der Verein aus dem Bundesstaat Goa spielte in der höchsten Liga, der I-League. Nach Vietnam zog es ihn 2014. Hier verpflichtete ihn Đồng Tâm Long An aus Tân An. 2015 kehrte er nach Thailand zurück. Die Hinserie 2015 spielte er beim Erstligisten Osotspa M-150 Samut Prakan FC in Samut Prakan. Für Samut stand er zehnmal in der ersten Liga auf dem Spielfeld. Die Rückserie spielte er beim Ligakonkurrenten Sisaket FC. Für den Verein aus Sisaket spielte er neunmal in der ersten Liga. 2016 zog es ihn in die Vereinigten Staaten. Hier stand er bis zum Ende seiner Karriere bei den Atlanta Silverbacks in Atlanta sowie bei SGFC Eagles Maryland in Maryland unter Vertrag.
Am 1. Januar 2019 beendete er seine Karriere als Fußballspieler.

## Auszeichnungen
Singapore Premier League
- Nachwuchsspieler des Jahres: 2009